# Vikići
Vikići falu Bosznia-Hercegovinában, Bihács községben, a Bosznia-hercegovinai Föderáció Una-Szanai kantonjában. 

## Fekvése
Bihácstól légvonalban 11, közúton 13 km-re északnyugatra, a horvát határ mellett és az izačići határátkelő közelében fekszik.

## Népessége
| Nemzetiségi csoport | Népesség 1991 | Népesség 2013 |
| ------------------- | ------------- | ------------- |
| Szerb               | 18            | 3             |
| Bosnyák             | 1079          | 933           |
| Horvát              | 1             | 2             |
| Jugoszláv           | 1             | 0             |
| Egyéb               | 2             | 47            |
| Összesen            | 1101          | 985           |

## Története
A hétéves háború után Mária Terézia kérésére 1775-1776-ban készített térképen a katonai térképészek expedíciója két erődöt jelölt meg a falu Bugar felé eső szélén. Ezek közül a Lipa voda forrásától néhány száz méterre lévő erődöt Kamennek hívták. Lipa Voda a térképen az egyetlen felismerhető földrajzi név, amely a mai napig használatban maradt a falusiak körében. A mai Josik patak az akkori Zminjak vízfolyásnak felel meg. A térkép szerint a Platnica patak, a Mutnica és a Toplica folyók, valamint a Gatica patak azonosítható, míg a „Pechka bach”, valószínűleg egy Peć feletti vízfolyáshoz kapcsolódott. A feltételezés szerint a szomszédos Mala Peća falu helyét jelöli, amely a térkép szerint egy egykori vízfolyás völgyében feküdt. A Lanište falut és a Šarić-barlangot összekötő, névtelen erdei patak Bunića potok néven jelenik meg. A falutól délre fekvő erdőket Pećko Osovje néven jelölik. A Vikićitől nyugatra fekvő legelők akkoriban Čerkez falujához tartoztak.
1836 nyarán osztrák császári csapatok égették fel a települést, mely akkor még az Oszmán Birodalom része volt. A hadjárat előzménye az volt, hogy egyes török martalóc csapatok folyton a magyar végeket háborgatták. Mivel a porta a bécsi kormány panaszait nem tudta orvosolni katonai akcióra szánta el magát. A Waldstätten generális vezette osztrákok július 2-án nyomultak be a szomszédos Izačićra, melynek erődjét elfoglalták, lakossága pedig a Vikići feletti erdőkbe menekült. A falut felégetve és a védekező török csapatokat szétverve elfoglalták és felégettét Vikićit is, majd két irányba nyomultak előre. A egyik szárny Brekovica, másik pedig Turija felé nyomult tovább. A törökök Bihács felé menekültek. Ezzel a hadjárat a célját elérte, a rablókat kiszorították a határtérségből és egy időre újra biztosították a határövezet békéjét.

## Nevezetességei
Vikići területén ma három régészeti lelőhely található, mindháromnak a neve Crkvina:
- Az első Bunića Selótól keletre egy 366 méteres magaslaton található. Itt egy nyugat-keleti tájolású 14 m hosszú és 7 m széles épület alapfalai találhatók. Bejárata nyugatról nyílik és ez alapján egy középkori templom alapfalainak látszik. Az itt talált római téglák római épületre utalnának, de ennek ellentmondanak az itt található középkori sírkövek. Mindezek alapján egy kisebb római ház, vagy gazdasági épület felhasználásával épített középkori templomról lehet szó. A római épület a 2-4. századra, a templom a késő középkorra datálható. Ezt a helyet a régi térképeken Lumbarda, illetve Brigovi néven ábrázolják. Birtokosai a Šarčević, a Kuruzović, majd a Haklić családok voltak.[4]

- A második lelőhely egy késő középkori templom maradványa, mely a Kamenjak dombja alatt állt. Méretei 11x8 méter, tájolása pedig nyugat-keleti. A hely neve Lubarda, tulajdonosa pedig az erdészet. A helyszín állapota hasonló az előzőhöz, de régészeti feltárás hiányában egyelőre több nem tudható róla.[4]

- Az előző helytől északra, Peći falu felett, a Čavnik nevű helyen egy másik templom alapfalai találhatók. Az épület 7 m hosszú és 4-5 m széles volt és a népi hagyomány is templomként ismeri. Ezt erősíti, hogy tőle délnyugatra 1920 előtt egy szabálytalan formájú, két méteres nagyságú sírkő került elő. A hely tulajdonosa az erdészet, ma a Keškić család háza található itt.[4]

## Fordítás
- Ez a szócikk részben vagy egészben  a   Vikići című bosnyák Wikipédia-szócikk ezen változatának fordításán alapul.  Az eredeti cikk szerkesztőit annak laptörténete sorolja fel. Ez a jelzés csupán a megfogalmazás eredetét és a szerzői jogokat jelzi, nem szolgál a cikkben szereplő információk forrásmegjelöléseként.